# Irène Jacob

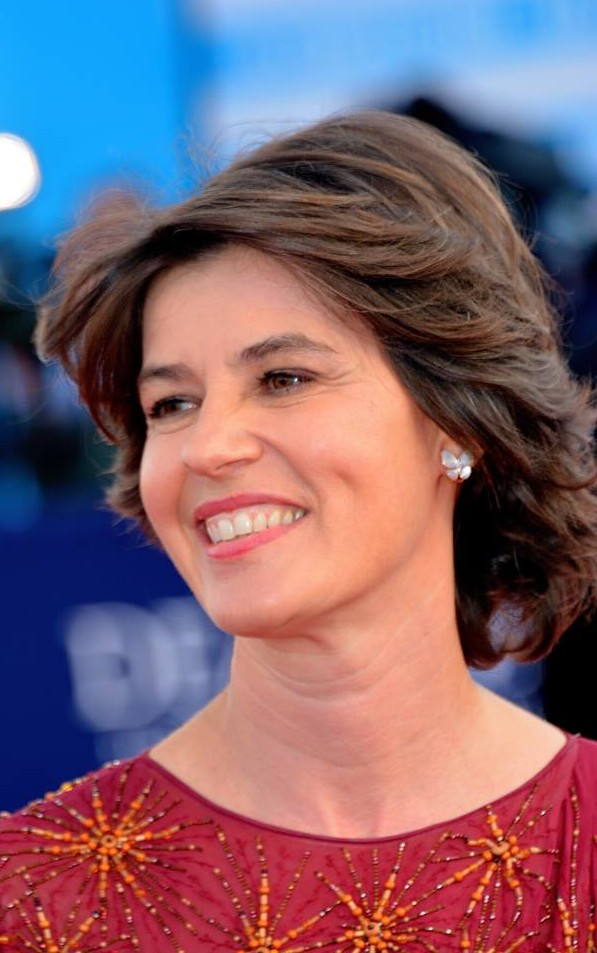
Irène Jacob (2007)

Irène Marie Jacob (* 15. Juli 1966 in Suresnes bei Paris) ist eine französisch-schweizerische Film- und Theaterschauspielerin. Internationale Bekanntheit erlangte sie ab Anfang der 1990er-Jahre durch ihre Hauptrollen in zwei Filmen von Krzysztof Kieślowski, Die zwei Leben der Veronika (1991) und Drei Farben: Rot (1994).

## Leben
Jacob wurde 1966 als Tochter des Physikers Maurice Jacob und der Psychologin Lise Jacob in Suresnes bei Paris geboren. Sie hat drei ältere Brüder. Im Alter von drei Jahren zog sie mit ihren Eltern nach Genf, wo sie das Conservatoire de Musique de Genève besuchte, und lebte dort bis zum Jahr 1984. Danach übersiedelte sie nach Frankreich, als sie in das Pariser Conservatoire national supérieur d’art dramatique aufgenommen wurde. Nach der Schulzeit wohnte sie zunächst in Lyon, zog aber wieder nach Paris, als ihre Filmkarriere begann. Ihren ersten Auftritt in einem Film hatte sie als Klavierlehrerin in Louis Malles Auf Wiedersehen, Kinder. Durch diesen Film entdeckte sie Kieślowski, der ihr dann die Hauptrolle in seinem Film Die zwei Leben der Veronika gab, da die eigentlich vorgesehene Darstellerin Juliette Binoche aus Termingründen absagen musste. Die Rolle als Weronika/Veronique machte Jacob weithin bekannt, 1991 erhielt sie dafür auch den Preis für die Beste Darstellerin bei den Filmfestspielen von Cannes. 1998 spielte sie in einer großen Hollywoodproduktion mit: Sie stellte die Freundin von Wesley Snipes in Auf der Jagd dar.
Neben ihrer Schauspielerarbeit hat Jacob auch gesungen, etwa in der französischen Rockgruppe Weepers Circus und mit Vincent Delerm.
Irène Jacob ist mit ihrem französischen Schauspielkollegen Jérôme Kircher verheiratet. Aus der Ehe stammen die Söhne Paul (* 2001) und Samuel Kircher (* 2004), die beide ebenfalls den Schauspielberuf ergriffen.

## Filmografie (Auswahl)

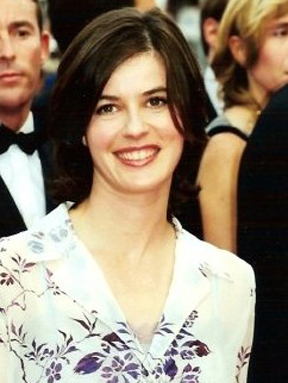
Jacob im Jahr 1991

- 1987: Auf Wiedersehen, Kinder (Au revoir les enfants) – Regie: Louis Malle
- 1991: Die zwei Leben der Veronika (La double vie de Véronique) – Regie: Krzysztof Kieślowski
- 1992: Enak – Regie: Slawomir Idziak
- 1993: Der geheime Garten (The Secret Garden) – Regie: Agnieszka Holland
- 1994: Drei Farben: Rot (Trois couleurs: Rouge) – Regie: Krzysztof Kieślowski
- 1995: Othello – Regie: Oliver Parker
- 1995: Jenseits der Wolken (Al di là delle nuvole) – Regie: Michelangelo Antonioni, Wim Wenders
- 1996: Victory – Das Große Abenteuer (Victory) – Regie: Mark Peploe
- 1997: Incognito – Regie: John Badham
- 1998: Auf der Jagd (U.S. Marshals) – Regie: Stuart Baird
- 1998: American Cuisine (Cuisine américaine) – Regie: Jean-Yves Pitoun
- 1999: Die Akte Romero (The big brass ring) – Regie: George Hickenlooper
- 1999: SpyGames – Agenten der Nacht (History is made at night) – Regie: Ilkka Järvi-Laturi
- 2001: Love Affairs – Nimm am besten was Du kriegst (Londinium) – Regie: Mike Binder
- 2001: Brief einer Unbekannten (Lettre d’une inconnue, Fernsehfilm) – Regie: Jacques Deray
- 2003: Die Mutter der Welt (Nés de la mère du monde, Fernsehfilm) – Regie: Denise Chalem
- 2004: Automne – Regie: Ra’up McGee
- 2004: The Pornographer: A Love Story – Regie: Alan Wade
- 2004: Nouvelle-France – Regie: Jean Beaudin
- 2006: La educación de las hadas – Regie: José Luis Cuerda
- 2007: Nessuna qualità agli eroi – Regie: Paolo Franchi
- 2007: The Inner Life of Martin Frost – Regie: Paul Auster
- 2008: The Dust of Time (Trilogia II: I skoni tou chronou) – Regie: Theo Angelopoulos
- 2009: Frau und frei! (Déchaînées) – Regie: Raymond Vouillamoz
- 2009: Jungs bleiben Jungs (Les beaux gosses)
- 2010: Rio für Anfänger (Rio Sex Comedy) – Regie: Jonathan Nossiter
- 2012: La solitude du pouvoir (Fernsehfilm)
- 2013: Le clan des Lanzac (Fernsehfilm)
- 2014: Les enfants rouges
- 2014: Salaud, on t’aime
- 2014: L’art de la fugue
- 2014: Dying of the Light – Jede Minute zählt (Dying of the Light)
- 2015: Arnaud fait son 2e film
- 2015: Sayônara
- 2016: Éternité
- 2016: La Habitación
- 2016: The Collection (Fernsehserie, 6 Folgen)
- 2016: The Affair (Fernsehserie, 10 Folgen)
- 2017: Dark
- 2018: Patrick Melrose (Fernsehserie, Folge 1x03)
- 2019: À cause des filles..?
- 2019: The OA (Fernsehserie, 3 Folgen)
- 2020: Villa Caprice – Regie: Bernard Stora
- 2020: Guida romantica a posti perduti – Regie: Giorgia Farina
- 2022: The Fear Index (Fernsehserie, 2 Folgen)
- 2023: Liaison (Fernsehserie, 6 Folgen)
- 2023: Le Voyage en pyjama
- 2024: Shikun – Regie: Amos Gitai
- 2024: Comme le feu – Regie: Philippe Lesage
- 2024: Hôtel Silence – Regie: Léa Pool
- 2024: Why War – Regie: Amos Gitai
- 2024: Rendez-vous avec Pol Pot – Regie: Rithy Panh
- 2025: Vie privée – Regie: Rebecca Zlotowski

## Auszeichnungen
- 1991 – Internationale Filmfestspiele von Cannes: Beste Darstellerin für ihre Rolle in Die zwei Leben der Veronika. Für diese Rolle wurde sie auch für den César nominiert.
- 1993 – Sant Jordi des Radio Nacional de España für die beste ausländische Schauspielerin für Die zwei Leben der Veronika.
- 2024 – Locarno Film Festival: Leopard Club Award[1]